# Meyra

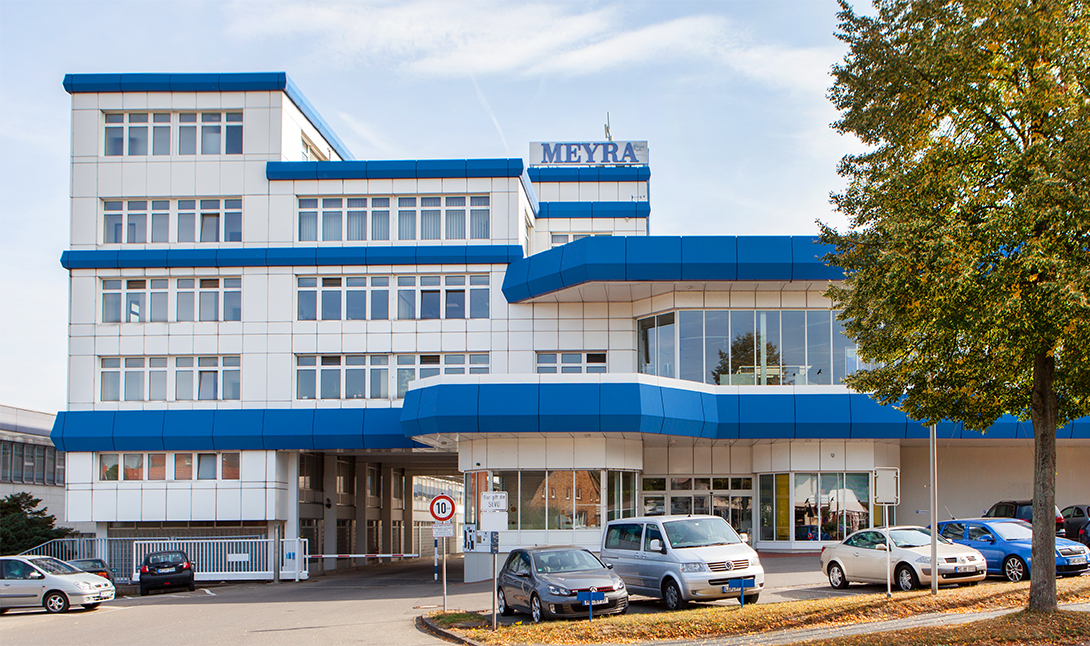
Мейра в Каллдорфе

Meyra GmbH — германская компания, располагающаяся в муниципалитете Каллеталь (район Липпе, Северный Рейн-Вестфалия) является одним из лидеров рынка инвалидных колясок премиум-класса.
Компания разрабатывает, производит и реализует инвалидные кресла-коляски и технические средства реабилитации для инвалидов, пожилых людей и людей с ограниченными возможностями. Данные средства реабилитации используются на улице и дома, в клиниках, домах престарелых и других учреждениях.

## История
Компания Meyra была основана в 1936 году во Флото Вильгельмом Мейером. Изначально он руководил небольшой слесарной мастерской для производства моторизированных тележек и машин скорой помощи. С 1937 года данной мастерской производились моторизованные инвалидные коляски. К окончанию Второй мировой войны у него в штате было уже двадцать сотрудников. Производство увеличивалось, ввиду последствий войны.
В 1948 году Вильгельм Мейер вместе с Эрнстом Хобергом разработал свою в каком-то смысле легендарную моторизованную модель Meyra 48; Уже позже он перешел на производство кресел-колясок с электрическими приводами для инвалидных колясок по причинам, связанным с влиянием на окружающую среду и здоровье. В 60-е годы компания отказывается от двигателей внутреннего сгорания.
Далее компания MEYRA продолжает расширяться.
В 1972 году в Нидерландах было основано дочернее предприятие.
В 1982 году был приобретен участок земли в Каллдорфе, для постройки нового производства.
После 1989 года география присутствия компании значительно увеличилась. В 1995 году были основаны дочерние компании в Венгрии, Польше и Дании, также была приобретена компания Catanaves в Испании.
На рубеже тысячелетий компания Meyra насчитывала около 1200 сотрудников и считалась лидером европейского рынка в области технических средств реабилитации.
В 2001 году была основана дочерняя компания в Москве для дистрибуции в странах СНГ (СНГ).
В 2006 году группа компаний была объединена и появилась на рынке под названием Meyra-Ortopedia.
В настоящий момент времени компания носит наименование Meyra Group и принадлежит глобальному американскому инвестору "HIG Capital ".
На территории России компания представлена фирмой Майра Ру, занимающейся дистрибуцией на территории стран СНГ.

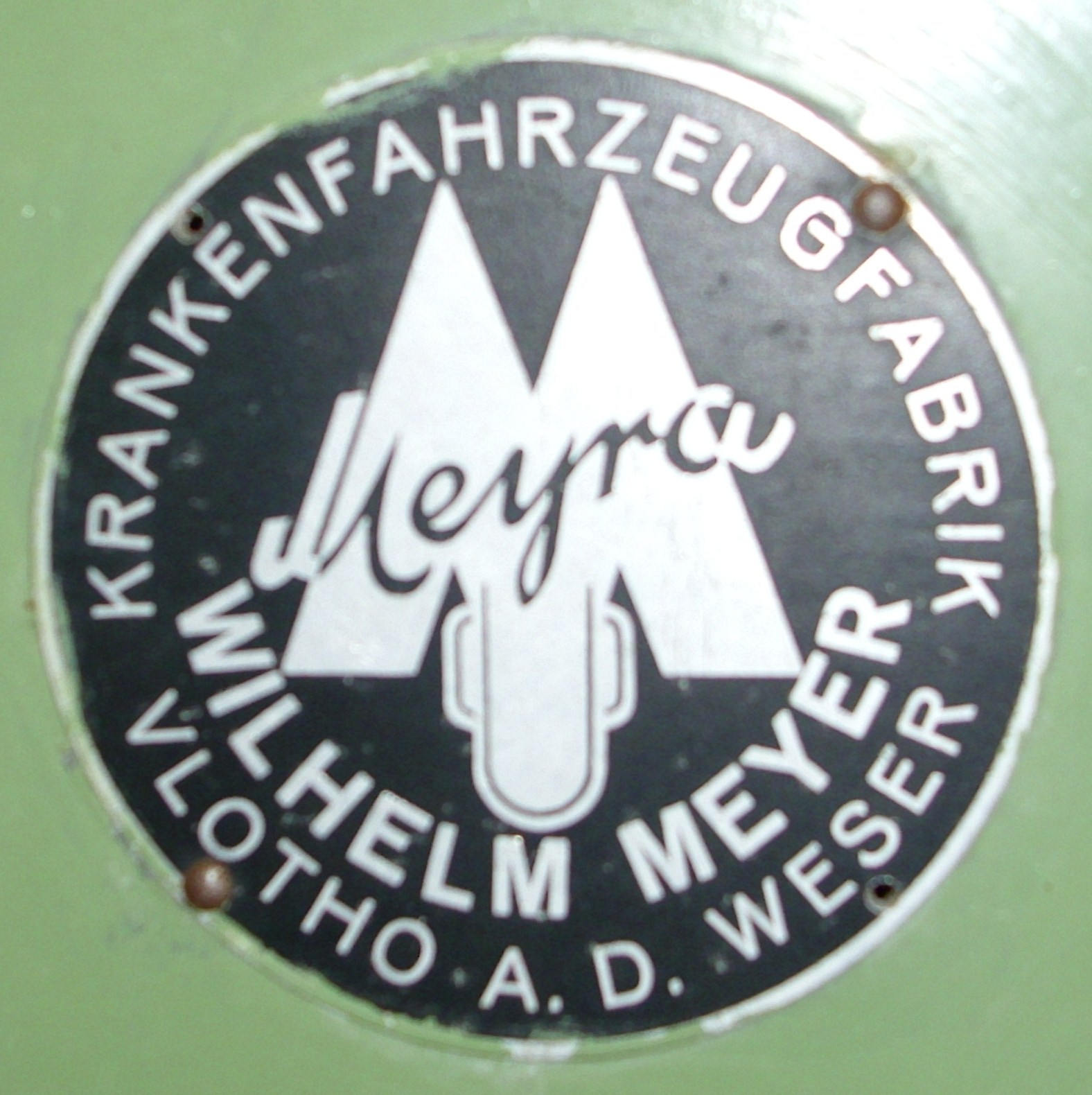
Эмблема на старом автомобиле
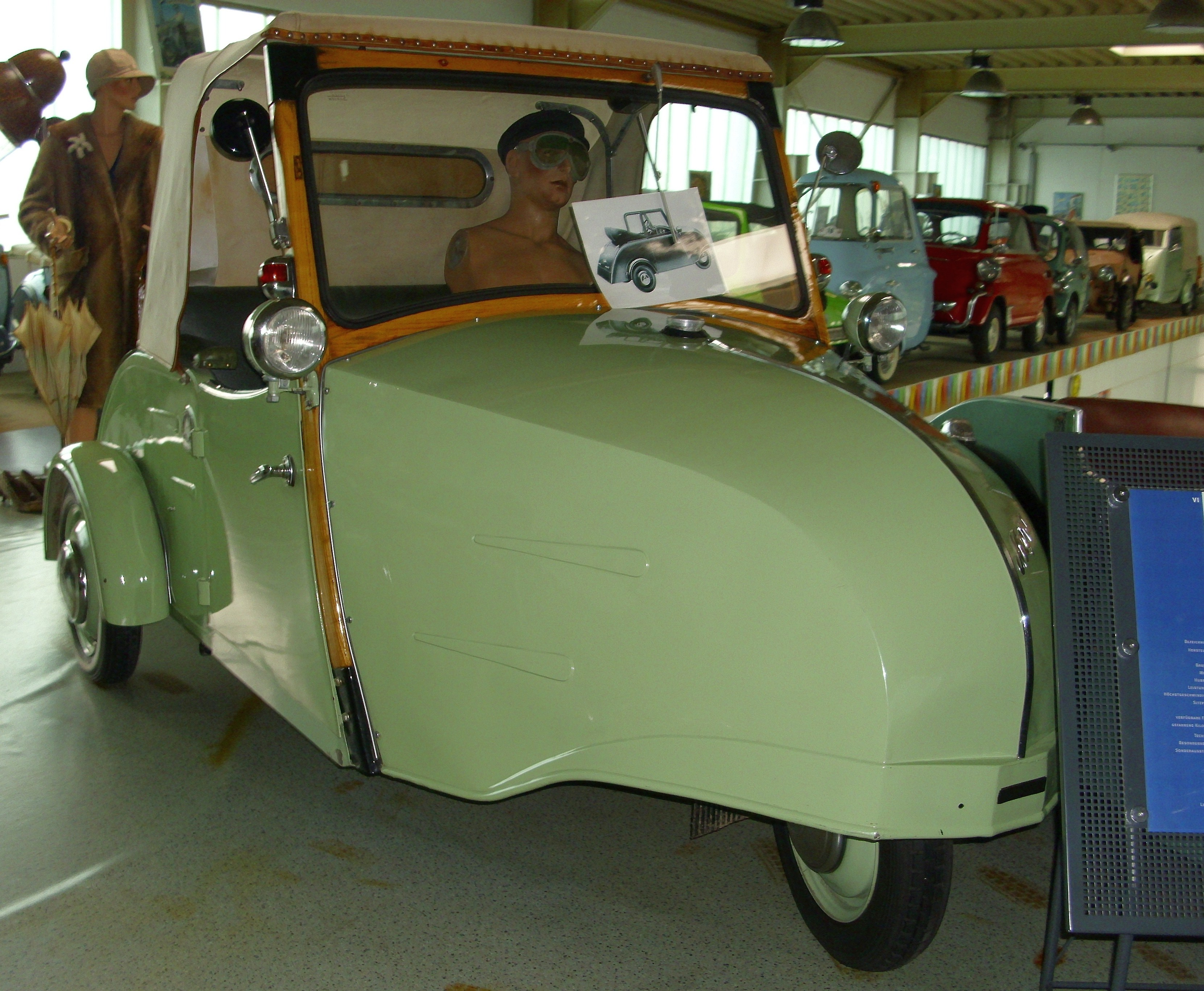
Meyra model 55 1953 года выпуска
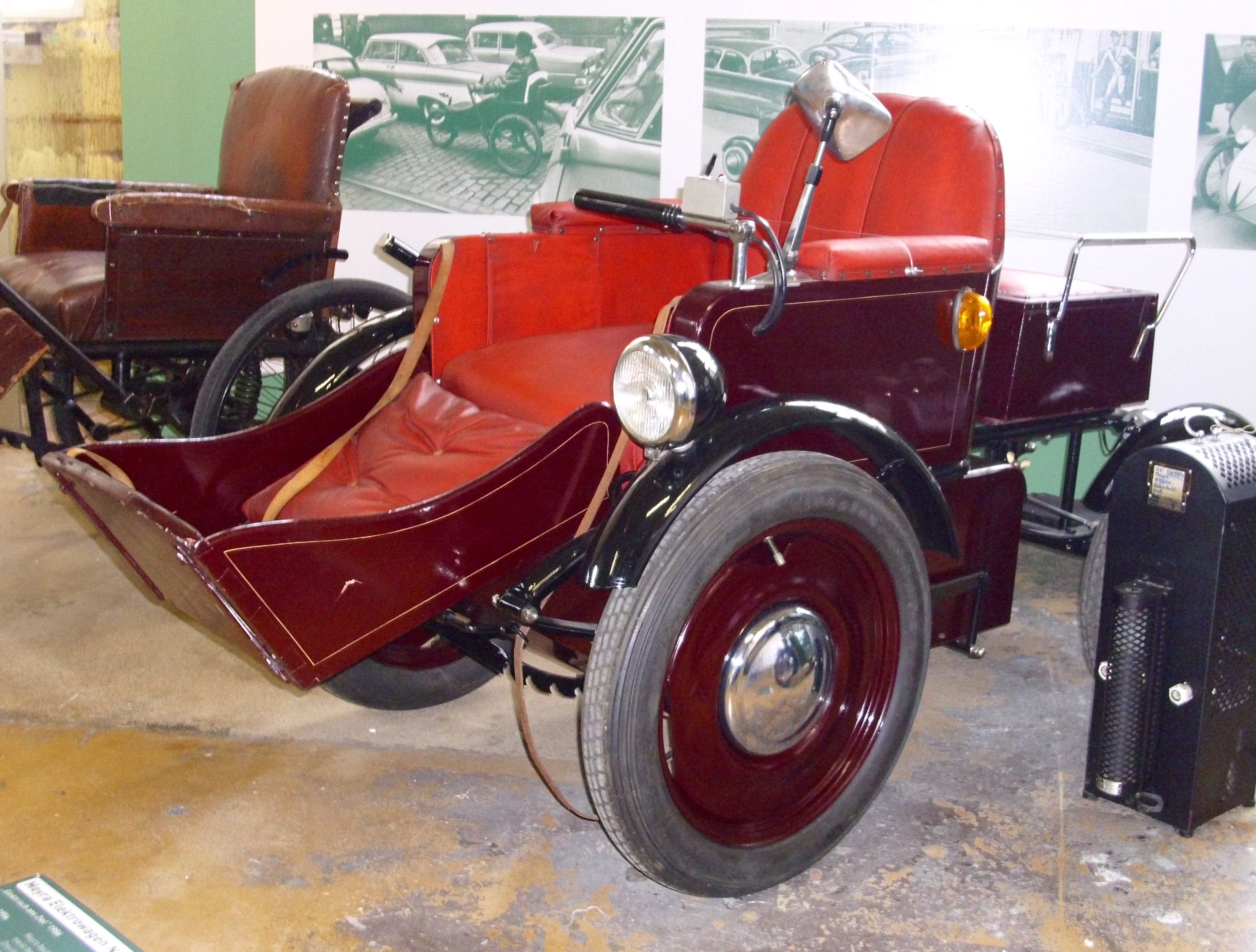
Meyra model E 37 1956 года выпуска
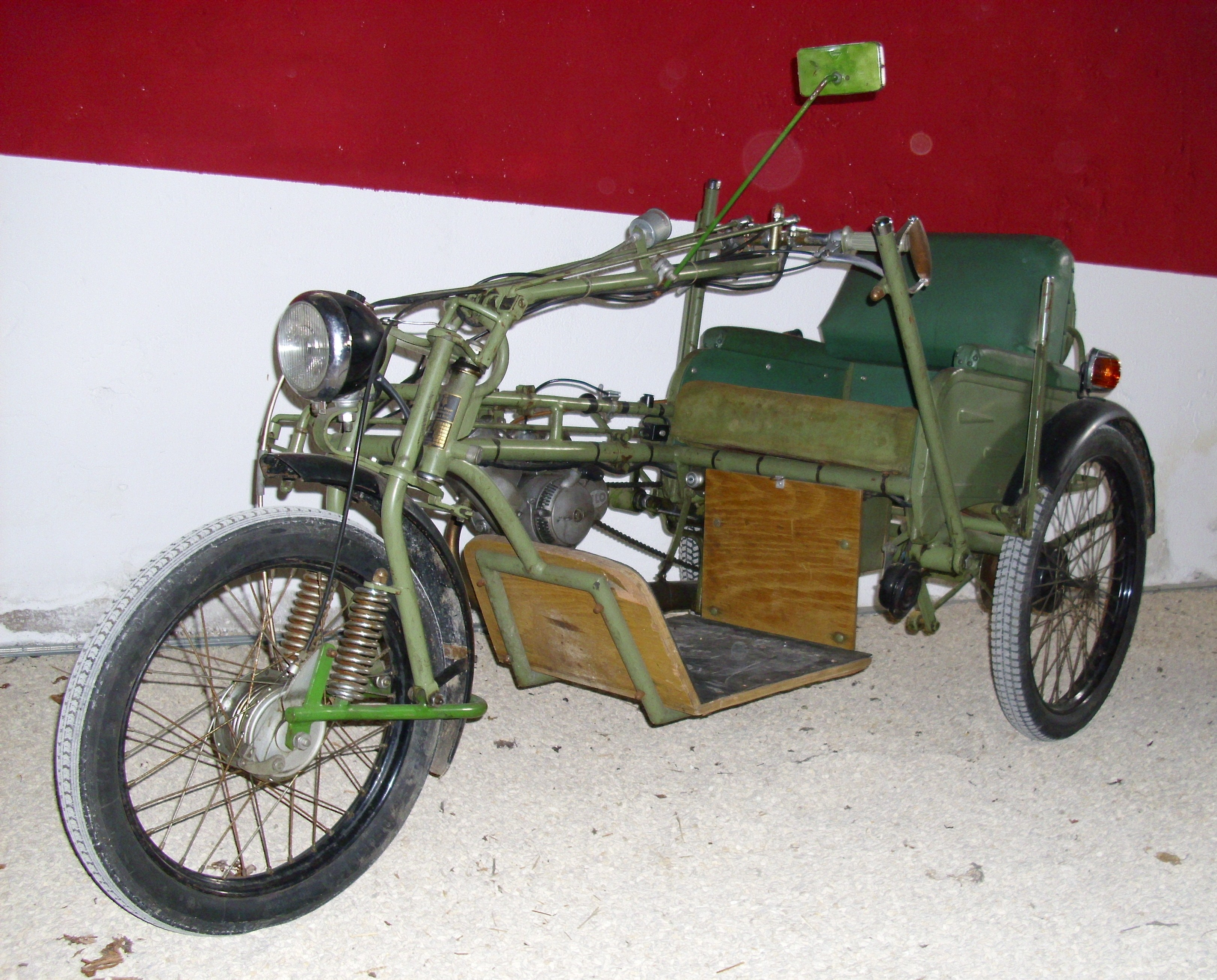
Meyra model 25 1966 года выпуска